# Gemeentelijke Academie voor Schone Kunsten Arendonk
De Academie Arendonk is een gemeentelijke onderwijsinstelling van het Vlaamse Departement deeltijds kunstonderwijs. Ondanks de relatief jonge leeftijd (1963) is de Arendonkse academie met haar 1800 leerlingen de grootste academie voor deeltijds kunstonderwijs Beeldende en Audiovisuele Kunsten (BAK) van Vlaanderen.

## Geschiedenis en evolutie

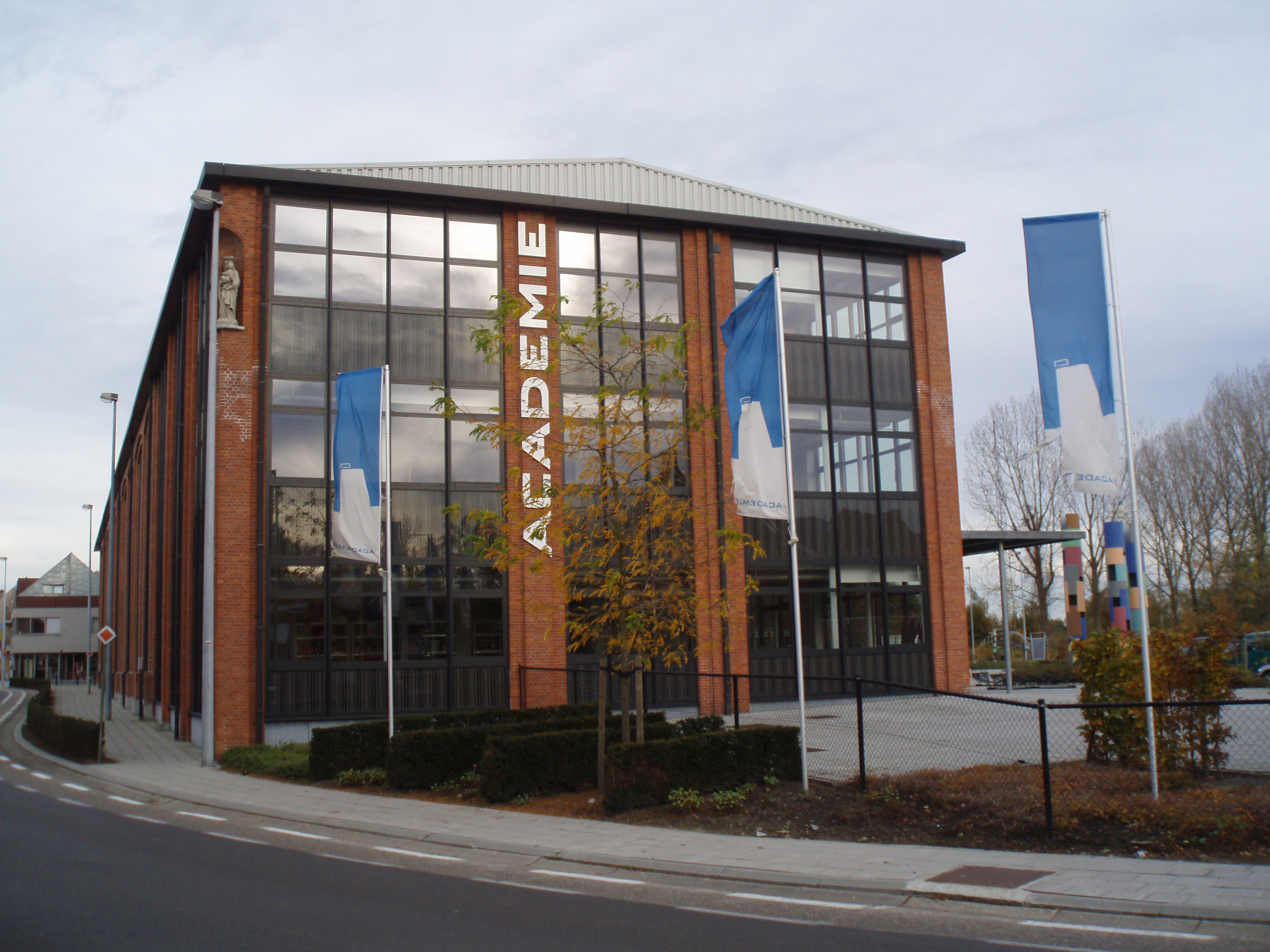
Academie voor Schone Kunsten Arendonk

In 1963 vroegen Petrus Van Mechelen en kunstschilder Louis Van Gorp een klaslokaal in de gemeenteschool om er in het weekend gratis teken- en schilderlessen te organiseren. De studenten brachten zelf hun materiaal mee. In februari 1964 erkende het gemeentebestuur deze private teken- en schilderschool officieel als academie. Louis Van Gorp werd aangesteld als directeur. 
In 1966 kreeg de academie een eigen stek in de oude kousenweverij in het park Deroissart. Dit gebouw uit 1871 stond al enkele jaren leeg en verkeerde in slechte staat. Vanwege het stijgend aantal leerlingen heerste er een nijpend plaatsgebrek. Toen die toestand onhoudbaar werd, werd het gebouw in 1980 grondig gerenoveerd en uitgebreid.
Toen in 1992 de opleiding beeldhouwkunst van start ging, werd deze ondergebracht in de oude vrachtwagenloodsen van de gemeente. Toen dit gebouw werd gesloopt stond de beeldhouwklas op straat. Directeur Marc Hermans, de leerkrachten en studenten sloegen de handen in elkaar en bouwden zelf, steen per steen een volledig nieuwe vleugel. Hier zou later ook de opleiding Keramiek een onderkomen vinden.
De belangstelling voor de academie, ook vanuit Nederland, bleef groeien en de gebouwen werden te klein. De academie telde toen ruim 1300 leerlingen. In 1998 opende het filiaal voor de Lagere en Middelbare graad in de oude pastorij te Kasterlee.
In 2004 kocht de gemeente Arendonk de oude Karel I sigarenfabriek op de Wampenberg, met het oog op een verhuis van de academie. Het gebouw uit 1920, ooit de grootste sigarenfabriek van de streek, stond al jaren leeg. In 2006 werd het volledig gestript en in april 2008 werd het nieuwe academiegebouw ingehuldigd.
Begin 2017 werd de academie uitgebreid met een aparte tentoonstellingsruimte. Galerie Noord-Zuid wordt gerund door een groep professionele kunstenaars, allemaal docent aan de Arendonkse academie. Er vinden diverse thematische tentoonstellingen en experimentele projecten plaats die toegankelijk zijn voor zowel de eigen studenten als externe bezoekers.
In 2019 gaf directeur Marc Hermans de fakkel door aan Stijn Schauwers.

## Opleidingen
- 1ste graad (6-7 jaar)
- 2de graad (8-11 jaar)
- 3de graad (12-17 jaar)

- 4de graad & Specialisatie (+18 jaar)

- Tekenkunst
- Beeldhouwen en Ruimtelijke Kunst
- Schilderkunst
- Keramiek
- Projectatelier
- Grafiekkunst
- Architecturaal Ontwerp